# Brani musicali di Vasco Rossi
Questa lista di brani musicali di Vasco Rossi elenca le canzoni incise nel corso della sua carriera dal cantautore italiano Vasco Rossi, i brani da lui scritti ed interpretati da altri artisti e i brani inediti già depositati alla SIAE.
| Titolo                                         | Anno | Incisione                                                 | Durata | Autore/i                                                                 | Interprete        | Note |
| ---------------------------------------------- | ---- | --------------------------------------------------------- | ------ | ------------------------------------------------------------------------ | ----------------- | --- |
| (Per quello che ho da fare) Faccio il militare | 1979 | Non siamo mica gli americani!                             | 4:31   | Rossi                                                                    | Rossi             | |
| ... Muoviti!                                   | 1989 | Liberi liberi                                             | 5:04   | Rossi                                                                    | Rossi             | |
| ...e dimmi che non vuoi morire                 | 1997 |                                                           | 4:11   | Rossi, Ferri, Curreri                                                    | Patty Pravo       | Canzone inserita nell'album Bye Bye Patty di Patty Pravo, ma incisa anche da Vasco Rossi e Gaetano Curreri. |
| ...E poi mi parli di una vita insieme          | 1978 | La nostra relazione/...E poi mi parli di una vita insieme | 4:29   | Rossi                                                                    | Rossi             | Canzone dapprima incisa su 45 giri e poi inserita nell'album ...Ma cosa vuoi che sia una canzone.... |
| .....Stupendo                                  | 1993 | Gli spari sopra                                           | 6:34   | Rossi, Riva, Ferro                                                       | Rossi             | |
| Accidenti come sei bella                       | 2014 | Sono innocente                                            | 3:59   | Rossi                                                                    | Rossi             | |
| Acqua e sapone                                 | 1988 |                                                           | 4:32   | Rossi, Curreri                                                           | Stadio            | Canzone inserita nell'album Canzoni alla Stadio degli Stadio. |
| Ad ogni costo                                  | 2009 |                                                           | 3:48   | Radiohead                                                                | Rossi             | Cover in italiano di Creep dei Radiohead, dapprima pubblicata come EP e poi inserita nell'album Tracks 2 - Inediti & rarità. |
| Al contrario di te                             |      |                                                           |        | Rossi                                                                    |                   | Brano inedito. Possibile precursore di Come Vorrei |
| Al tuo fianco                                  | 1990 |                                                           | 5:44   | Rossi, Fornili, Curreri, Grandi                                          | Stadio            | Brano strumentale inserito nell'ambum Il canto delle pellicole degli Stadio. |
| Albachiara                                     | 1979 | Non siamo mica gli americani!                             | 4:02   | Rossi, Taylor                                                            | Rossi             | Nel 2012 viene pubblicata una versione riarrangiata da Celso Valli per lo spettacolo L'altra metà del cielo al "La Scala" di Milano e inserita nell'omonimo album. Nel 2009 Noemi realizza due versioni di Albachiara.                                                              |
| Alibi                                          | 1980 | Colpa d'Alfredo                                           | 5:30   | Rossi                                                                    | Rossi             | |
| Ambarabaciccicoccò                             | 1978 | ...Ma cosa vuoi che sia una canzone...                    | 4:00   | Rossi                                                                    | Rossi             | |
| Amico fragile                                  | 2009 | Tracks 2 - Inediti & rarità                               | 5:18   | De Andrè                                                                 | Rossi             | Canzone del cantautore Fabrizio De André incisa nel 1975, è stata eseguita al Teatro Carlo Felice di Genova il 12 marzo 2000 in occasione di un concerto dal nome Faber, amico fragile come tributo all'artista scomparso da un anno.                                               |
| Amore... aiuto                                 | 1982 | Vado al massimo                                           | 4:42   | Rossi                                                                    | Rossi             | |
| Anche se                                       |      |                                                           |        | Rossi                                                                    |                   | Brano inedito. Possibile precursore di Praticamente perfetto. |
| Anima fragile                                  | 1980 | Colpa d'Alfredo                                           | 3:44   | Rossi                                                                    | Rossi             | Nel 2012 viene pubblicata una versione riarrangiata per lo spettacolo L'altra metà del cielo al "La Scala" di Milano e inserita nell'omonimo album. |
| Anymore                                        | 2004 | Buoni o cattivi                                           | 4:28   | Rossi                                                                    | Rossi             | È stata scritta nel 1999. |
| "Asilo" Republic                               | 1980 | Colpa d'Alfredo                                           | 1:48   | Rossi                                                                    | Rossi             | |
| Aspettami                                      | 2014 | Sono innocente                                            | 4:24   | Rossi                                                                    | Rossi             | |
| Assaporar l'età                                |      |                                                           |        | Rossi                                                                    |                   | Brano inedito. |
| Basta poco                                     | 2007 |                                                           | 4:37   | Rossi                                                                    | Rossi             | Pubblicata inizialmente solo per download digitale, è stata successivamente inserita nell'EP Vasco Extended Play e nell'album Il mondo che vorrei pubblicato un anno dopo. |
| Battle rock                                    |      |                                                           |        | Rossi                                                                    |                   | Brano inedito. |
| Bella città                                    | 1991 |                                                           |        | Rossi, Prandi, Belli                                                     |                   | Canzone inserita nell'album Figli di un DO minore dei Ladri di Biciclette. |
| Bella più che mai                              | 1988 |                                                           | 4:20   | Rossi, Curreri                                                           |                   | Canzone inserita nell'album Canzoni alla Stadio degli Stadio. |
| Benedetta passione                             | 2004 |                                                           | 4:12   | Rossi, Curreri, Grandi                                                   | Laura Pausini     | Canzone inserita nell'album Resta in ascolto di Laura Pausini; successivamente è stata incisa la versione in lingua spagnola: Bendecida pasión. |
| Benvenuto                                      | 1996 | Nessun pericolo... per te                                 | 5:35   | Rossi, Riva                                                              | Rossi             | |
| Blues Tullio                                   |      |                                                           |        | Rossi                                                                    |                   | Brano inedito. |
| Blasco Rossi                                   | 1987 | C'è chi dice no                                           | 4:57   | Rossi, Solieri                                                           | Rossi             | Nel 1988 il brano è stato pubblicato in lingua inglese con il titolo Someone's sayin' no da Vincent. |
| Bolle di sapone                                | 1985 | Cosa succede in città                                     | 3:45   | Rossi                                                                    | Rossi             | |
| Bollicine                                      | 1983 | Bollicine                                                 | 5:40   | Rossi                                                                    | Rossi             | |
| Brava                                          | 1981 | Siamo solo noi                                            | 4:40   | Rossi                                                                    | Rossi             | |
| Brava Giulia                                   | 1987 | C'è chi dice no                                           | 5:03   | Rossi, Ferro, Trevisi, Elmi                                              | Rossi             | Nel 2012 viene pubblicata una versione riarrangiata per lo spettacolo L'altra metà del cielo al "La Scala" di Milano e inserita nell'omonimo album. |
| By way                                         |      |                                                           |        | Rossi                                                                    |                   | Brano inedito. |
| Buoni o cattivi                                | 2004 | Buoni o cattivi                                           | 3:31   | Rossi, Curreri, Grandi                                                   | Rossi             | |
| C'è chi dice no                                | 1987 | C'è chi dice no                                           | 4:38   | Rossi, Solieri                                                           | Rossi             | |
| Cambia-menti                                   | 2013 |                                                           | 3:57   | Rossi, Rossi Schmidt                                                     | Rossi             | Già depositata presso la SIAE col nome Cambiare macchina e inserita l'anno successivo in Sono innocente. |
| Canzone                                        | 1982 | Vado al massimo                                           | 4:17   | Rossi, Solieri                                                           | Rossi             | |
| Canzone generale                               | 2001 | Stupido hotel                                             | 3:31   | Rossi                                                                    | Rossi             | |
| Cerca di non esser via                         | 1991 |                                                           | 5:16   | Rossi, Curreri, D'Onghia                                                 | Stadio            | Canzone inserita nell'album Siamo tutti elefanti inventati degli Stadio. |
| Che ironia                                     | 1981 | Siamo solo noi                                            | 3:49   | Rossi                                                                    | Rossi             | |
| Che sarà...                                    | 2014 |                                                           |        | Rossi, Fornaciari                                                        |                   | Brano inedito. |
| Ci credi                                       | 1993 | Gli spari sopra                                           | 4:18   | Rossi, Elmi                                                              | Rossi             | |
| Ci sei tu                                      | 1991 |                                                           |        | Rossi                                                                    | Riva              | Canzone scritta per Massimo Riva. |
| Ciao                                           | 1987 | C'è chi dice no                                           | 5:24   | Rossi                                                                    | Rossi             | |
| Ciao                                           | 1978 | ...Ma cosa vuoi che sia una canzone...                    | 1:22   | Rossi                                                                    | Rossi             | Brano strumentale. |
| Colpa d'Alfredo                                | 1980 | Colpa d'Alfredo                                           | 4:57   | Rossi                                                                    | Rossi             | |
| Colpa del whisky                               | 2008 | Il mondo che vorrei                                       | 4:13   | Rossi                                                                    | Rossi             | |
| Come stai                                      | 2004 | Buoni o cattivi                                           | 4:20   | Rossi, Elmi, Ferro                                                       | Rossi             | |
| Come ti chiami                                 |      |                                                           |        | Rossi                                                                    |                   | Brano inedito |
| Come nelle favole                              | 2017 |                                                           |        | Rossi                                                                    | Rossi             | Brano incluso nella raccolta VASCONONSTOP |
| Come vorrei                                    | 2014 | Sono innocente                                            | 4:16   | Rossi                                                                    | Rossi             | |
| Continuavi nella sera                          | 1975 |                                                           |        | Rossi                                                                    |                   | Brano inedito |
| Cosa c'è                                       | 1985 | Cosa succede in città                                     | 4:54   | Rossi                                                                    | Rossi             | |
| Cosa importa a me                              | 2008 | Il mondo che vorrei                                       | 3:28   | Rossi                                                                    | Rossi             | |
| Cosa succede in città                          | 1985 | Cosa succede in città                                     | 4:02   | Rossi                                                                    | Rossi             | |
| Cosa ti fai                                    | 1982 | Vado al massimo                                           | 2:48   | Rossi                                                                    | Rossi             | Nella raccolta Bravo Vasco del 1988 viene incisa una versione ritoccata a livello strumentale. |
| Cosa vuoi da me                                | 2004 | Buoni o cattivi                                           | 3:41   | Rossi, Elmi, Ferro                                                       | Rossi             | |
| Cose che contano                               |      |                                                           |        | Rossi, Fornili, Curreri                                                  | Stadio            | |
| Credi davvero                                  | 1982 | Vado al massimo                                           | 4:56   | Rossi                                                                    | Rossi             | |
| C'è chi dice no                                | 1987 | C'è chi dice no                                           | 4:38   | Rossi                                                                    | Rossi             | |
| Da sola con te                                 | 2004 | Buoni o cattivi                                           | 3:32   | Rossi, Ferro                                                             | Rossi             | |
| Dannate nuvole                                 | 2014 | Sono innocente                                            | 4:10   | Rossi                                                                    | Rossi             | Canzone uscita come singolo ed inserita successivamente in Sono innocente. |
| Delusa                                         | 1993 | Gli spari sopra                                           | 4:38   | Rossi, Ferro                                                             | Rossi             | Nel 2012 viene pubblicata una versione riarrangiata per lo spettacolo L'altra metà del cielo al "La Scala" di Milano e inserita nell'omonimo album. |
| Dentro il tuo silenzio                         |      |                                                           |        | Rossi                                                                    |                   | Brano inedito |
| Deviazioni                                     | 1983 | Bollicine                                                 | 4:39   | Rossi                                                                    | Rossi             | |
| Dici che                                       | 2011 | Vivere o niente                                           | 5:00   | Rossi, Curreri, Grandi, Rossi Schmidt                                    | Rossi             | |
| Dillo alla luna                                | 1989 | Liberi liberi                                             | 4:54   | Rossi                                                                    | Rossi             | |
| Diluvio Universale                             | 2009 |                                                           | 4:38   | Rossi, Curreri, Magri, Grandi                                            | Stadio            | Canzone inserita nell'album Diluvio universale degli Stadio. |
| Dimenticarsi                                   | 2004 | Buoni o cattivi                                           | 4:41   | Rossi, Elmi                                                              | Rossi             | |
| Dimentichiamoci questa città                   | 1981 | Siamo solo noi                                            | 4:28   | Rossi                                                                    |                   | |
| Dimmelo te                                     | 2008 | Il mondo che vorrei                                       | 4:35   | Rossi                                                                    |                   | |
| Dimmi cioè                                     | 1981 |                                                           |        | Rossi                                                                    | Valentino         | Canzone scritta per Valentino |
| Divertimento                                   | 2012 | L'altra metà del cielo                                    |        | Rossi, Valli                                                             |                   | |
| Domani è domenica                              | 1983 |                                                           |        | Rossi, Curreri, Dalla                                                    | Valentino         | Canzone scritta per Valentino |
| Domani sì, adesso no                           | 1985 | Cosa succede in città                                     | 4:23   | Rossi                                                                    | Rossi             | |
| Domenica lunatica                              | 1989 | Liberi liberi                                             | 3:53   | Rossi                                                                    | Rossi             | |
| Donna particolare                              | 1983 |                                                           |        | Rossi                                                                    |                   | Brano inedito del 1983, scritto da Vasco per Mina ma mai eseguito successivamente |
| Dormi, dormi                                   | 1985 | Cosa succede in città                                     | 3:38   | Rossi, Solieri                                                           | Rossi             | |
| Duro incontro                                  | 2014 | Sono innocente                                            | 4:16   | Rossi, Rossi Schmidt                                                     | Rossi             | Già depositata presso la SIAE e inserita nel 2014 in Sono innocente. |
| E adesso che tocca a me                        | 2008 | Il mondo che vorrei                                       | 3:58   | Rossi                                                                    | Rossi             | |
| E il mattino                                   | 1998 | Canzoni per me                                            | 3:28   | Rossi                                                                    | Rossi             | |
| E la sera viene giù                            |      |                                                           |        | Rossi                                                                    |                   | Brano inedito |
| E morivamo piano                               | 1975 |                                                           |        | Rossi                                                                    |                   | Brano inedito |
| E nei ritagli                                  |      |                                                           |        | Rossi                                                                    |                   | Brano inedito. Possibile precursore di Stupendo |
| E...                                           | 2004 | Buoni o cattivi                                           | 3:29   | Rossi, Tuccitto, Cristini                                                | Rossi             | |
| Ed è proprio quello                            |      |                                                           |        | Rossi                                                                    |                   | Brano inedito. Possibile precursore di Il mondo che vorrei |
| Ed il tempo crea eroi                          | 1978 | ...Ma cosa vuoi che sia una canzone...                    | 3:31   | Rossi                                                                    | Rossi             | |
| Eh... già                                      | 2011 | Vivere o niente                                           | 3:45   | Rossi, Casini, Righi, Rossi Schmidt                                      | Rossi             | Il brano esce come singolo prima dell'album. |
| Estate in città                                |      |                                                           |        | Rossi, Florio, Gianotti, Rizzo                                           |                   | Brano inedito. |
| Faccio il militare [ripresa]                   | 1979 | Non siamo mica gli americani!                             | 0:36   | Rossi, Taylor                                                            | Rossi             | |
| Fegato, fegato spappolato                      | 1979 | Non siamo mica gli americani!                             | 3:16   | Rossi, Taylor                                                            | Rossi             | |
| Femmina come te                                | 1986 |                                                           |        | Rossi                                                                    | Steve Rogers Band | Canzone scritta per la Steve Rogers Band. |
| Fine del groove                                |      |                                                           |        | Rossi                                                                    |                   | Brano inedito. |
| Finalmente io                                  | 2020 |                                                           | 4:05   | Rossi Curreri Casini Righi                                               | Irene Grandi      | Grandissimo. |
| Gabri                                          | 1993 | Gli spari sopra                                           | 4:33   | Rossi, Casini                                                            | Rossi             | Nel 2012 viene pubblicata una versione riarrangiata per lo spettacolo L'altra metà del cielo al "La Scala" di Milano e inserita nell'omonimo album. |
| Generale                                       | 2002 | Tracks                                                    | 4:30   | Rossi                                                                    | Rossi             | Canzone di Francesco De Gregori del 1987 che Vasco ha interpretato per la prima volta il 7 luglio 1995 in occasione del concerto intitolato Rock sotto l'assedio e pubblicato in formato live.                                                                                      |
| Gioca con me                                   | 2008 | Il mondo che vorrei                                       | 3:46   | Rossi                                                                    | Rossi             | È presente la partecipazione di Slash. |
| Giocala                                        | 1983 | Bollicine                                                 | 5:28   | Rossi                                                                    | Rossi             | |
| Giorni                                         | 2004 |                                                           |        | Rossi, Tomassini                                                         | Tomassini         | Canzone inserita nell'omonimo album di Simone Tomassini. |
| Giorni andati                                  |      |                                                           |        | Rossi                                                                    |                   | Brano inedito. |
| Gli angeli                                     | 1996 | Nessun pericolo... per te                                 | 6:19   | Rossi, Ferro                                                             | Rossi             | |
| Gli spari sopra                                | 1993 | Gli spari sopra                                           | 3:31   | Rossi                                                                    | Rossi             | Canzone originariamente scritta dagli An Emotional Fish con il nome Celebrate, dopo esser stata pubblicata da Vasco nel singolo Gli spari sopra, con il testo in italiano, viene inserita anche nell'omonimo album.                                                                 |
| Gli spari sopra (intro video)                  | 1993 | Gli spari sopra                                           | 1:26   | Rossi, Elmi                                                              | Rossi             | |
| Guai                                           | 2014 | Sono innocente                                            | 4:18   | Rossi                                                                    | Rossi             | |
| Guarda dove vai                                | 1990 | Fronte del palco                                          | 5:35   | Rossi                                                                    | Rossi             | Brano inedito suonato live 10 luglio 1990 e poi inserito in questa versione in Tracks (Vasco Rossi) del 2002. |
| Habanera                                       | 2012 | L'altra metà del cielo                                    |        | Rossi                                                                    | Rossi             | |
| Hai mai                                        | 2004 | Buoni o cattivi                                           | 4:38   | Rossi, Elmi, Ferro                                                       | Rossi             | |
| Hai ragione tu                                 | 1993 | Gli spari sopra                                           | 4:19   | Rossi, Steward, Daniele                                                  | Rossi             | |
| Ho bisogno di te                               | 2008 | Il mondo che vorrei                                       | 4:05   | Rossi                                                                    | Rossi             | |
| Ho fatto un sogno                              | 2009 | Tracks 2 - Inediti & rarità                               | 4:00   | Rossi                                                                    | Rossi             | |
| I soliti                                       | 2011 |                                                           | 3:44   | Rossi                                                                    | Rossi             | |
| Idea 77                                        | 1998 | Canzoni per me                                            | 3:45   | Rossi, Curreri                                                           | Rossi             | |
| Ieri ho sgozzato mio figlio                    | 1981 | Siamo solo noi                                            | 3:25   | Rossi                                                                    | Rossi             | |
| Il blues della chitarra sola                   | 2014 | Sono innocente                                            | 3:05   | Rossi                                                                    | Rossi             | |
| Il mondo migliore                              |      |                                                           |        | Rossi                                                                    |                   | Brano inedito. Possibile precursore di Un mondo migliore. |
| Il mondo che vorrei                            | 2008 | Il mondo che vorrei                                       | 6:00   | Rossi                                                                    | Rossi             | |
| Il tempo di morire                             | 2009 | Tracks 2 - Inediti & rarità                               | 4:00   | Battisti                                                                 | Rossi             | Canzone di Lucio Battisti del 1970 che Vasco ha interpretato per la prima volta nel 1996 in occasione del concerto intitolato Nessun pericolo per te tour e pubblicato in formato live.                                                                                             |
| Il temporale                                   | 1997 |                                                           | 4:21   | Rossi, Fornili, Curreri                                                  | Stadio            | Canzone inserite nell'ambum Dammi 5 minuti degli Stadio. |
| In questo giorno di pace                       |      |                                                           |        | Rossi                                                                    |                   | Brano inedito. |
| Incredibile romantica                          | 1981 | Siamo solo noi                                            | 4:22   | Rossi                                                                    | Rossi             | Nel 2012 viene pubblicata una versione riarrangiata per lo spettacolo L'altra metà del cielo al "La Scala" di Milano e inserita nell'omonimo album. |
| Io no                                          | 1998 | Canzoni per me                                            | 5:24   | Rossi, Bittelli                                                          | Rossi             | |
| Io non so più cosa fare                        | 1979 | Non siamo mica gli americani!                             | 4:02   | Rossi, Taylor                                                            | Rossi             | |
| Io perderò                                     | 1996 | Nessun pericolo... per te                                 | 4:15   | Rossi                                                                    | Rossi             | |
| Io ti accontento                               | 2001 | Stupido hotel                                             | 3:48   | Rossi                                                                    | Rossi             | |
| Jenny è pazza                                  | 1977 | Jenny/Silvia                                              | 7:12   | Rossi                                                                    | Rossi             | Canzone inserita l'anno successivo nell'album ...Ma cosa vuoi che sia una canzone... modificata dal punto di vista strumentale. Nel 2012 viene pubblicata una versione riarrangiata per lo spettacolo L'altra metà del cielo al "La Scala" di Milano e inserita nell'omonimo album. |
| L'ape regina                                   | 2014 | Sono innocente                                            | 3:27   | Rossi                                                                    | Rossi             | feat. Speakeasy Studio. |
| L'aquilone                                     | 2011 | Vivere o niente                                           | 4:25   | Rossi, Rossi Schmidt                                                     | Rossi             | |
| L'una per te                                   | 1998 | Canzoni per me                                            | 4:33   | Rossi                                                                    | Rossi             | |
| L'uomo che hai di fronte                       | 1993 | Gli spari sopra                                           | 6:20   | Rossi, Bertonazzi, Elmi                                                  | Rossi             | |
| L'uomo più semplice                            | 2013 | Sono innocente                                            | 4:16   | Rossi, Rossi Schmidt                                                     | Rossi             | |
| L'uomo più semplice (Reloaded)                 |      |                                                           | 4:12   | Rossi                                                                    | Rossi             | |
| La canzone per conquistare                     | 1997 |                                                           |        | Rossi, Pieri, Melandri                                                   | Marcello Pieri    | Canzone scritta per Marcello Pieri. |
| La compagnia                                   | 2007 | Vasco Extended Play                                       | 4:31   | Mogol, Carlo Donida                                                      | Rossi             | Canzone scritta da Mogol e Carlo Donida per Marisa Sannia nel 1969 e reincisa da Lucio Battisti nel 1976. |
| La faccia delle donne                          | 1984 |                                                           |        | Rossi, Lo Giudice, Curreri                                               | Stadio            | Interpretata dagli Stadio con la collaborazione di Vasco, inserita nell'album omonimo. |
| La favola antica                               | 1998 | Canzoni per me                                            | 3:19   | Rossi                                                                    | Rossi             | |
| La fine del millennio                          | 1999 | La fine del millennio                                     | 4:24   | Rossi                                                                    | Rossi             | Canzone uscita come singolo ed inserita tre anni dopo in Tracks. |
| La fontana di Alice                            | 1990 |                                                           | 1:25   | Rossi, Fornili, Curreri                                                  | Stadio            | Colonna sonora del film Stasera a casa di Alice e inserita nell'album Il canto delle pellicole degli Stadio sei anni dopo. |
| La Luna                                        | 2012 |                                                           |        | Rossi, Curreri                                                           | Patty Pravo       | Canzone scritta per Patty Pravo. |
| La noia                                        | 1982 | Vado al massimo                                           | 4:30   | Rossi, Ferro                                                             | Rossi             | |
| L'amore ai tempi del cellulare                 | 2017 |                                                           |        | Rossi                                                                    | Rossi             | Canzone inserita nella raccolta VASCONONSTOP. |
| La nostra relazione                            | 1978 | La nostra relazione/...E poi mi parli di una vita insieme | 3:02   | Rossi                                                                    | Rossi             | |
| La strega (la diva del sabato sera)            | 1979 | Non siamo mica gli americani!                             | 4:45   | Rossi, Silvestri                                                         | Rossi             | |
| La tua ragazza sempre                          | 1999 |                                                           | 4:11   | Rossi, Curreri                                                           | Irene Grandi      | Canzone inserita nell'album Verde rosso e blu di Irene Grandi. |
| La vita vola via                               |      |                                                           |        | Rossi                                                                    |                   | Brano inedito. |
| Ladri d'amore                                  | 1990 |                                                           |        | Rossi, Curreri                                                           | Vandelli          | Canzone scritta per Maurizio Vandelli. |
| Laura                                          | 1998 | Canzoni per me                                            | 4:24   | Rossi                                                                    | Rossi             | Nel 2012 viene pubblicata una versione riarrangiata per lo spettacolo L'altra metà del cielo al "La Scala" di Milano e inserita nell'omonimo album. |
| Le cose che contano                            | 1996 |                                                           | 4:27   | Rossi, Curreri, Fornili                                                  | Stadio            | Canzone inserita nell'album Il canto delle pellicole degli Stadio. |
| Le cose che non dici                           | 1996 | Nessun pericolo... per te                                 | 4:25   | Rossi, Ferro                                                             | Rossi             | |
| Le tue mani son piene di fiori                 |      |                                                           |        | Rossi                                                                    |                   | Brano inedito. |
| Liberi... liberi                               | 1989 | Liberi liberi                                             | 6:14   | Rossi, Ferro                                                             | Rossi             | |
| Lo show                                        | 1993 | Gli spari sopra                                           | 5:06   | Rossi, Solieri                                                           | Rossi             | |
| Lo vedi                                        | 2014 | Sono innocente                                            | 3:42   | Rossi                                                                    | Rossi             | |
| Lo zaino                                       | 1999 |                                                           | 3:57   | Rossi, Curreri                                                           | Stadio            | Canzone inserita nell'album Ballate fra il cielo e il mare degli Stadio. |
| Lunedì                                         | 1987 | C'è chi dice no                                           | 3:51   | Rossi                                                                    | Rossi             | |
| Maledetta canzone                              |      |                                                           |        | Rossi                                                                    |                   | Canzone pubblicata nel 2011 con il titolo Maledetta ragione nell'album Vivere o niente. |
| Maledetta ragione                              | 2011 | Vivere o niente                                           | 3:04   | Rossi                                                                    | Rossi             | Canzone scritta nel 1987 con il titolo Maledetta canzone, diversa nell'arrangiamento e in una parte testuale. |
| Manifesto futurista della nuova umanità        | 2011 | Vivere o niente                                           | 3:57   | Rossi, Principini, Sello, Rossi Schmidt                                  | Rossi             | |
| Marea                                          | 1996 | Nessun pericolo... per te                                 | 3:25   | Rossi                                                                    | Rossi             | |
| Maria Lucia                                    |      |                                                           |        | Rossi                                                                    |                   | Brano inedito. Possibile precurcore di Mary Louise |
| Marta piange ancora                            | 2014 | Sono innocente                                            | 3:00   | Rossi, Rossi Schmidt                                                     | Rossi             | feat. Speakeasy Studio, scritta a 15 anni e scartata dall'album Canzoni per me. |
| Mary Louise                                    | 2011 | Vivere o niente                                           | 2:55   | Rossi                                                                    | Rossi             | Canzone scritta nel 1997 e inserita nell'album come ghost track in coda a Maledetta ragione. |
| Mi piaci perché                                | 1983 | Bollicine                                                 | 3:20   | Rossi                                                                    | Rossi             | |
| Mi piaci solo tu                               | 1981 |                                                           |        | Rossi                                                                    |                   | Canzone scritta per Valentino |
| Mi si escludeva                                | 1996 | Nessun pericolo... per te                                 | 4:50   | Rossi, Elmi, Ferro                                                       | Rossi             | |
| Nasce ancora il sole                           |      |                                                           |        | Rossi                                                                    |                   | Brano inedito. |
| Nessun pericolo... per te                      | 1996 | Nessun pericolo... per te                                 | 4:44   | Rossi, Elmi                                                              | Rossi             | |
| Neve nera                                      | 1981 |                                                           |        | Rossi, Solieri                                                           | Steve Rogers Band | Canzone scritta per la Steve Rogers Band. |
| Noi siamo liberi                               |      |                                                           |        | Rossi, Rossi Schmidt                                                     |                   | Brano inedito depositato alla SIAE. Probabile precursore di I soliti. |
| Noi siamo tutti uguali                         |      |                                                           |        | Rossi                                                                    |                   | Brano inedito. |
| Non appari mai                                 | 1993 | Gli spari sopra                                           | 5:10   | Rossi, Ferro                                                             | Rossi             | |
| Non basta niente                               | 2004 | Buoni o cattivi                                           | 4:11   | Rossi, Ferro                                                             | Rossi             | |
| Non l'hai mica capito                          | 1980 | Colpa d'Alfredo                                           | 3:51   | Rossi                                                                    | Rossi             | |
| Non mi va                                      | 1987 | C'è chi dice no                                           | 4:34   | Rossi, Riva                                                              | Rossi             | |
| Non sei quella che eri                         | 2011 | Vivere o niente                                           | 3:47   | Rossi, Ferro, Rossi Schmidt                                              | Rossi             | |
| Non sopporto                                   | 2008 | Il mondo che vorrei                                       | 3:24   | Rossi                                                                    | Rossi             | Presentata in anteprima durante il tour Vasco Live 2007. |
| Non ti perdonerò                               |      |                                                           |        | Rossi                                                                    |                   | Brano inedito. Possibile precursore di Io no. |
| Non vivo senza te                              | 2008 | Il mondo che vorrei                                       | 4:10   | Rossi                                                                    | Rossi             | |
| Occhi blu                                      | 1993 | Gli spari sopra                                           | 4:29   | Rossi, Ferro, Elmi                                                       | Rossi             | |
| Ogni volta                                     | 1982 | Vado al massimo                                           | 4:16   | Rossi                                                                    | Rossi             | |
| Ogni volta che                                 |      |                                                           |        | Rossi                                                                    |                   | Brano inedito. Possibile precursore di Ogni Volta. |
| Ohhhhhh                                        |      |                                                           |        | Rossi                                                                    |                   | Brano inedito. |
| Ok sì                                          | 1986 |                                                           |        | Rossi, Riva                                                              | Steve Rogers Band | Canzone scritta per la Steve Rogers Band. |
| Ormai è tardi                                  | 1989 | Liberi liberi                                             | 3:24   | Rossi, Ferro                                                             |                   | |
| Padre nostro                                   |      |                                                           |        | Rossi                                                                    |                   | Brano inedito. |
| Palpito d'amore                                | 1995 |                                                           |        | Rossi                                                                    | Sabrina Salerno   | Canzone scritta per Sabrina Salerno. |
| Per fare l'amore                               | 2001 |                                                           |        | Rossi, Irene Grandi, Pietro Stefanini, Francesco Sighieri, Stefano Luchi | Irene Grandi      | Canzone scritta per Irene Grandi. |
| Per lui                                        |      |                                                           |        | Rossi, Portera, Di Stefano                                               |                   | Brano inedito. Possibile precursore di Una nuova canzone per lei. |
| Perché non piangi per me                       | 2001 | Stupido hotel                                             | 4:00   | Rossi                                                                    | Rossi             | |
| Piano piano                                    | 1975 |                                                           |        | Rossi                                                                    |                   | Brano inedito. |
| Piccoli misteri                                |      |                                                           |        | Rossi                                                                    |                   | Brano inedito. |
| Più in alto che c'è!?                          | 1985 |                                                           |        | Rossi, Battaglia                                                         | Dodi Battaglia    | Canzone inserita nell'album Più in alto che c'è di Dodi Battaglia; successivamente cantata anche da Vasco ed inserita nella raccolta VASCONONSTOP |
| Portatemi Dio                                  | 1983 | Bollicine                                                 | 3:22   | Rossi                                                                    | Rossi             | |
| Potessi dire                                   |      |                                                           |        | Rossi                                                                    |                   | Brano inedito. Possibile precursore di Se ti potessi dire |
| Praticamente perfetto                          | 1996 | Nessun pericolo... per te                                 | 3:36   | Rossi, Ferro                                                             | Rossi             | |
| Pregi e difetti                                | 1997 |                                                           |        | Rossi, Grandi                                                            | Taglia 42         | Canzone scritta per i Taglia 42. |
| Prendi e scappa                                | 1981 |                                                           |        | Rossi, Solieri                                                           | Steve Rogers Band | Canzone scritta per la Steve Rogers Band. |
| Prendi la strada                               | 2011 | Vivere o niente                                           | 3:28   | Rossi, Rossi Schmidt                                                     | Rossi             | |
| Prima di partire per un lungo viaggio          | 2003 |                                                           | 3:52   | Rossi, Curreri, Drovandi                                                 | Irene Grandi      | Canzone inserita nell'album Prima di partire di Irene Grandi. |
| Punk melodico                                  |      |                                                           |        | Rossi                                                                    |                   | Brano inedito. |
| Quante volte                                   | 2014 | Sono innocente                                            | 4:03   | Rossi                                                                    | Rossi             | |
| Quanti anni hai                                | 1998 | Canzoni per me                                            | 4:44   | Rossi                                                                    | Rossi             | |
| Quel vestito semplice                          | 2001 | Stupido hotel                                             | 3:14   | Rossi                                                                    | Rossi             | |
| Questa sera rock'n'roll                        | 1986 |                                                           |        | Rossi, Solieri                                                           | Steve Rogers Band | Canzone scritta per la Steve Rogers Band. |
| Qui si fa la storia                            | 2008 | Il mondo che vorrei                                       | 3:41   | Rossi                                                                    | Rossi             | |
| Quindici anni fa                               | 1979 | Non siamo mica gli americani!                             | 5:13   | Rossi, Taylor                                                            | Rossi             | |
| Rewind                                         | 1998 | Canzoni per me                                            | 4:44   | Rossi                                                                    | Rossi             | |
| Ridere di te                                   | 1987 | C'è chi dice no                                           | 5:37   | Rossi, Solieri                                                           | Rossi             | |
| Rock Wrock                                     |      |                                                           |        | Rossi                                                                    |                   | Brano inedito. |
| Rock'n'roll show                               | 2004 | Buoni o cattivi                                           | 3:40   | Rossi, Solieri                                                           | Rossi             | Presentata in anteprima durante il tour Vasco Rossi @ S.Siro 03. |
| Rock-star                                      | 2014 | Sono innocente                                            | 3:40   | Rossi                                                                    | Rossi             | Strumentale, presentata in anteprima durante il tour Vasco Live Kom '014. |
| Romilia                                        |      |                                                           |        | Rossi                                                                    |                   | Brano inedito |
| Sally                                          | 1996 | Nessun pericolo... per te                                 | 4:45   | Rossi                                                                    | Rossi             | Nel 2012 viene pubblicata una versione riarrangiata per lo spettacolo L'altra metà del cielo al "La Scala" di Milano e inserita nell'omonimo album. |
| Sarà migliore                                  | 1983 |                                                           | 4:06   | Rossi                                                                    | Valentino         | Demo registrata nel 1983 per Valentino. |
| Sarà migliore                                  | 1986 |                                                           |        | Rossi, Quarantotto                                                       | Fiordaliso        | Versione differente della precedente canzone, scritta per Fiordaliso. |
| Sarà migliore                                  | 2003 | Sarà migliore - La musica di Vasco                        | 4:06   | Rossi                                                                    | Rossi             | La canzone scritta per Valentino nel 1983 viene cantata da Vasco stesso. È l'unico inedito della raccolta Sarà migliore - La musica di Vasco del 2003. |
| Sballi ravvicinati del 3º tipo                 | 1979 | Non siamo mica gli americani!                             | 5:13   | Rossi, Taylor                                                            | Rossi             | |
| Se è vero o no                                 | 1993 | Gli spari sopra                                           | 3:48   | Rossi, Solieri                                                           | Rossi             | Canzone uscita come singolo ed inserita nove anni dopo in Tracks. |
| Se il giorno fosse sera                        | 1975 |                                                           |        | Rossi                                                                    |                   | Brano inedito. |
| Se ti svegli una notte                         | 1975 |                                                           |        | Rossi                                                                    |                   | Brano inedito. |
| Seduttori sedati                               | 2000 |                                                           | 3:33   | Rossi, Novi, Masetti, Magri                                              | Patty Pravo       | Canzone inserita nell'album Una donna da sognare di Patty Pravo. |
| Sei pazza di me                                | 2011 | Vivere o niente                                           | 4:13   | Rossi, Ferro, Elmi, Novi, Rossi Schmidt                                  | Rossi             | |
| Señorita                                       | 2004 | Buoni o cattivi                                           | 3:39   | Rossi, Casini                                                            | Rossi             | |
| Sensazioni forti                               | 1980 | Colpa d'Alfredo                                           | 4:01   | Rossi                                                                    | Rossi             | |
| Senza parole                                   | 1994 | Senza parole                                              | 4:43   | Rossi                                                                    | Rossi             | Il singolo viene regalato ai soli abbonati della rivista Il Blasco, mentre la canzone viene poi registrata durante il tour del 1999 e infine inserita otto anni dopo in Tracks. |
| Senza un alibi                                 | 1986 |                                                           |        | Rossi, Riva                                                              | Steve Rogers Band | Canzone scritta per la Steve Rogers Band. |
| Siamo soli                                     | 2001 | Stupido hotel                                             | 4:01   | Rossi                                                                    | Rossi             | |
| Siamo solo noi                                 | 1981 | Siamo solo noi                                            | 5:56   | Rossi                                                                    | Rossi             | |
| Silvia                                         | 1977 | Jenny/Silvia                                              | 3:33   | Rossi                                                                    | Rossi             | Canzone inserita l'anno successivo nell'album ...Ma cosa vuoi che sia una canzone.... Nel 2012 viene pubblicata una versione riarrangiata per lo spettacolo L'altra metà del cielo al "La Scala" di Milano e inserita nell'omonimo album.                                           |
| Sognerò                                        |      |                                                           |        | Rossi                                                                    |                   | Brano inedito. |
| Sono ancora in coma                            | 1982 | Vado al massimo                                           | 2:58   | Rossi                                                                    | Rossi             | |
| Sono innocente ma...                           | 2014 | Sono innocente (Vasco Rossi)                              | 3:43   | Rossi                                                                    | Rossi             | |
| Sono la somma                                  | 2000 |                                                           | 4:02   | Rossi, Curreri, Novi, Fornili                                            | Stadio            | Canzone inserita nell'album Donne & colori degli Stadio. |
| Sparami al cuore                               | 2000 |                                                           | 3:26   | Rossi, Felloni, Tuccitto                                                 | Patty Pravo       | Canzone inserita nell'album Una donna da sognare di Patty Pravo. |
| Splendida così                                 |      |                                                           |        | Rossi, Zoara, Cozzago, Ferro, Mangano, Bernini                           |                   | Brano inedito |
| Splendida giornata                             | 1982 | Vado al massimo                                           | 4:43   | Rossi, Ferro                                                             | Rossi             | |
| Splendidocuer                                  |      |                                                           |        | Rossi                                                                    |                   | Brano inedito. |
| Stammi vicino                                  | 2011 | Vivere o niente                                           | 5:21   | Rossi, Burns, D'Agostino                                                 | Rossi             | |
| Standing ovation                               | 2001 | Stupido hotel                                             | 4:55   | Rossi                                                                    | Rossi             | |
| Starò meglio di così                           | 2011 | Vivere o niente                                           | 4:52   | Rossi, Ferro                                                             | Rossi             | |
| ...Stasera!                                    | 1989 | Liberi liberi                                             | 5:00   | Rossi, Solieri                                                           | Rossi             | |
| Stendimi                                       | 2001 | Stupido hotel                                             | 3:22   | Rossi                                                                    | Rossi             | |
| Sto pensando a te                              | 2009 | Tracks 2 - Inediti & rarità                               | 3:41   | Rossi                                                                    | Rossi             | |
| Strade del mondo                               |      |                                                           |        | Rossi                                                                    |                   | Brano inedito. |
| Strana canzone                                 |      |                                                           |        | Rossi                                                                    |                   | Brano inedito depositato alla SIAE, probabile precursore di Maledetta Ragione |
| Stupidi                                        | 1989 |                                                           | 3:43   | Rossi, Grandi, Curreri                                                   | Stadio            | Canzone inserita nell'album Puoi fidarti di me degli Stadio. |
| Stupido Hotel                                  | 2001 | Stupido hotel                                             | 4:22   | Rossi                                                                    | Rossi             | |
| Susanna                                        | 1980 | Colpa d'Alfredo                                           | 3:27   | Rossi                                                                    | Rossi             | Nel 2012 viene pubblicata una versione riarrangiata per lo spettacolo L'altra metà del cielo al "La Scala" di Milano e inserita nell'omonimo album. |
| T'immagini                                     | 1985 | Cosa succede in città                                     | 3:55   | Rossi, Quarantotto                                                       | Rossi             | |
| Tango... (della gelosia)                       | 1989 | Liberi liberi                                             | 3:07   | Rossi                                                                    | Rossi             | |
| Tentazioni                                     | 1989 |                                                           |        | Rossi, Palermo F., Palermo M., Di Foggia, Ge, Fochi                      | Sharks            | Canzone scritta per gli Sharks. |
| Ti perdonerei                                  | 1989 |                                                           | 4:15   | Rossi, Curreri, Zitelli                                                  | Stadio            | Canzone inserita nell'album Di volpi, di vizi e di virtù degli Stadio. |
| Ti prendo e ti porto via                       | 2001 | Stupido hotel                                             | 4:10   | Rossi                                                                    | Rossi             | |
| Ti taglio la gola                              | 1985 | Cosa succede in città                                     | 3:47   | Rossi                                                                    | Rossi             | |
| Toffee                                         | 1985 | Cosa succede in città                                     | 5:12   | Rossi, Battaglia                                                         | Rossi             | |
| Toxic blues                                    |      |                                                           |        | Rossi                                                                    |                   | Brano inedito. |
| Tropico del Cancro                             | 1980 | Colpa d'Alfredo                                           | 5:24   | Rossi                                                                    | Rossi             | |
| Tu che dormivi piano (volò via)                | 1978 | ...Ma cosa vuoi che sia una canzone...                    | 4:18   | Rossi                                                                    | Rossi             | |
| Tu nasci così                                  |      |                                                           |        | Rossi                                                                    |                   | Brano inedito. |
| Tu vuoi da me qualcosa                         | 2001 | Stupido hotel                                             | 4:24   | Rossi                                                                    | Rossi             | |
| Tu vuoi qualcosa                               | 1988 |                                                           | 3:55   | Rossi, Curreri                                                           | Stadio            | Canzone inserita nell'album Canzoni alla Stadio degli Stadio. |
| Tullio                                         |      |                                                           |        | Rossi                                                                    |                   | Brano inedito. |
| Ultimo domicilio conosciuto                    | 1983 | Bollicine                                                 | 3:31   | Rossi                                                                    | Rossi             | Brano strumentale. |
| Un gran bel film                               | 1996 | Nessun pericolo... per te                                 | 5:29   | Rossi, Riva                                                              | Rossi             | |
| Un mondo migliore                              | 2016 |                                                           |        | Rossi                                                                    | Rossi             | Singolo uscito nel 2016 e poi inserito nella raccolta VASCONONSTOP |
| Un ragazzo di strada                           | 2009 | Tracks 2 - Inediti & rarità                               | 3:16   | I Corvi                                                                  | Rossi             | Canzone del gruppo I Corvi incisa nel 1966, è stata eseguita al Concerto del Primo Maggio 2009 a Roma. |
| Un senso                                       | 2004 | Buoni o cattivi                                           | 4:09   | Rossi, Grandi, Curreri                                                   | Rossi             | Nel 2012 viene pubblicata una versione riarrangiata per lo spettacolo L'altra metà del cielo al "La Scala" di Milano e inserita nell'omonimo album. |
| Una canzone per te                             | 1983 | Bollicine                                                 | 3:15   | Rossi, Battaglia                                                         | Rossi             | |
| Una donna da sognare                           | 2000 |                                                           | 4:21   | Rossi, Curreri, Tuccitto                                                 | Patty Pravo       | Canzone inserita nell'omonimo album di Patty Pravo. |
| Una nuova canzone per lei                      | 1985 | Cosa succede in città                                     | 3:45   | Rossi, Di Stefano, Sims, Portera                                         | Rossi             | |
| Una sgommata e via                             | 1997 |                                                           | 4:25   | Rossi, Casini, Righi                                                     | Paola Turci       | Canzone inserita nell'omonimo album di Paola Turci. |
| Va bé (se proprio te lo devo dire)             | 1979 | Non siamo mica gli americani!                             | 3:09   | Rossi, Taylor                                                            | Rossi             | |
| Va bene, va bene così                          | 1984 | Va bene, va bene così                                     | 5:00   | Rossi, Casini, Battaglia                                                 | Rossi             | |
| Vacca                                          | 1999 |                                                           |        | Rossi                                                                    |                   | Canzone scritta per Valeria Vacca. |
| Vado al massimo                                | 1982 | Vado al massimo                                           | 4:11   | Rossi                                                                    | Rossi             | |
| Valium                                         | 1981 | Siamo solo noi                                            | 3:38   | Rossi                                                                    | Rossi             | |
| Vestita di bianco                              |      |                                                           |        | Rossi                                                                    |                   | Brano inedito. |
| Vieni qui                                      | 2008 | Il mondo che vorrei                                       | 4:45   | Rossi                                                                    | Rossi             | |
| Vita spericolata                               | 1983 | Bollicine                                                 | 4:46   | Rossi, Ferro                                                             | Rossi             | È stata ripresa da Francesco De Gregori che la inserì nel suo album Il bandito e il campione e Massimo Ranieri nell'album Canto perché non so nuotare...da 40 anni; anche Gino Paoli termina la sua Quattro amici con l'inciso di Vita spericolata.                                 |
| Vivere                                         | 1993 | Gli spari sopra                                           | 5:33   | Rossi, Riva, Ferro                                                       | Rossi             | |
| Vivere non è facile                            | 2011 | Vivere o niente                                           | 4:54   | Rossi, Ferro, Elmi, Rossi Schmidt                                        | Rossi             | |
| Vivere o niente                                | 2011 | Vivere o niente                                           | 4:01   | Rossi, Ferro, Elmi, Rossi Schmidt                                        | Rossi             | |
| Vivere senza te                                | 1989 | Liberi liberi                                             | 4:47   | Rossi, Grifoni, Ferro, Trevisi                                           | Rossi             | |
| Vivere una favola                              | 1987 | C'è chi dice no                                           | 5:27   | Rossi, Riva, Elmi                                                        | Rossi             | |
| Voglio andare al mare                          | 1981 | Siamo solo noi                                            | 3:43   | Rossi                                                                    | Rossi             | |
| Vuoi star ferma!                               | 1993 | Gli spari sopra                                           | 4:48   | Rossi, Solieri                                                           | Rossi             | |
| Vuoto a perdere                                | 2011 |                                                           | 4:03   | Rossi, Curreri                                                           | Noemi             | Canzone inserita nell'album RossoNoemi di Noemi. |
| W Charlie Brown                                |      |                                                           |        | Rossi                                                                    |                   | Brano inedito |
| Walzer di gomma                                | 1993 | Gli spari sopra                                           | 4:01   | Rossi                                                                    | Rossi             | |